# Чистяков, Олег Иванович
Оле́г Ива́нович Чистяко́в (4 мая 1924, Москва — 4 октября 2006, там же) — советский и российский правовед, специалист в области истории отечественного государства и права. Доктор юридических наук, профессор. Лауреат Государственной премии РФ (1996). Участник Великой Отечественной войны.

## Биография
В 1950 году окончил Московский юридический институт.
В течение более пятидесяти лет преподавал в МГУ. С 1952 года — преподаватель, с 1954 года — старший преподаватель, с 1955 года — доцент, с 1965 года — профессор, с 1979 года — заведующий кафедрой истории государства и права юридического факультета МГУ имени М. В. Ломоносова.
С 1953 года — кандидат юридических наук (тема диссертации — «Военный союз советских республик в годы гражданской войны»), с 1964 года — доктор наук (тема диссертации — «Становление Российской Федерации»).
Участвовал в работе над проектом Конституции РСФСР 1978 года, а также над текущим законодательством СССР и России в 1988—1992 годах. Под его руководством и общей редакцией подготовлен девятитомный сборник «Российское законодательство X—XX веков», выпущенный издательством «Юридическая литература» (Москва, в период с 1984 по 1994 год). В 1996 году за это издание авторский коллектив удостоен Государственной премии Российской Федерации.
Успешно и плодотворно занимался научной и преподавательской деятельностью даже после того, как стал практически слепым.

## Награды и звания
- Медаль ордена «За заслуги перед Отечеством» II ст. (2005)[1]
- Орден Отечественной войны II степени (1985)[2]
- Медаль «За победу над Германией в Великой Отечественной войне 1941—1945 гг.» (1946)[3]
- Государственная премия Российской Федерации в области науки и техники за монографию «Российское законодательство X—XX веков» в девяти томах (1996)[4]
- Государственная премия ЧССР
- Бронзовая медаль ВДНХ (12.02.1973) — за написание монографии «Образование Союза ССР»[5].
- Иные награды
- Член-корреспондент РАЕН[6]
- Академик Международной славянской академии
- Заслуженный профессор МГУ[7]

## Основные работы
- Взаимоотношения советских республик до образования СССР. М., 1955
- Национально-государственное строительство РСФСР в период гражданской войны. М., 1964
- Становление Российской Федерации. М., 1966 (переизд. 2003)
- Образование Союза ССР. М., 1973 (в соавт. с Д. Л. Златопольским)
- Очерк истории советской Конституции. М., 1976, 1980, 1987 (в соавт. с Ю. С. Кукушкиным)
- Проблемы демократии и федерализма в первой Советской Конституции. М., 1977
- Конституция РСФСР 1918 года. М., 1984 (изд. 2-е, переработ., 2003)
- Российское законодательство. В 9-ти томах (соавторство и ответственное редактирование). М., 1984—1994
  - Отечественное законодательство XI—XX вв.(в 9 томах) РФ. М., 1994—1995.
- Конституция СССР 1924 г. М., 2004.
- Избранные труды. М., 2008.

Автор различных учебников (с 1971 по 2000 гг.).